# Kylix (gastrópode)
Kylix é um gênero de gastrópodes pertencente a família Drilliidae.

## Espécies
- Kylix alcyone (Dall, 1919)
- Kylix contracta McLean & Poorman, 1971
- Kylix halocydne (Dall, 1919)
- Kylix hecuba (Dall, 1919)
- Kylix ianthe (Dall, 1919)
- Kylix impressa (Hinds, 1843)
- Kylix panamella (Dall, 1908)
- Kylix paziana (Dall, 1919)
- Kylix rugifera (Sowerby I, 1834)
- Kylix woodringi McLean & Poorman, 1971
- Kylix zacae Hertlein & Strong, 1951

Espécies trazidas para a sinonímia
- Kylix albemarlensis H.A. Pilsbry & E.G. Vanatta, 1902: sinônimo de: Kylix rugifera (G.B. I Sowerby, 1834)
- Kylix alcmene Dall, 1919: sinônimo de Calliclava alcmene (Dall, 1919)
- Kylix turveri Hertlein, L.G. & A.M. Strong, 1951: sinônimo de Calliclava alcmene (Dall, 1919)